# 戴氏巴塔鱨
戴氏巴塔鱨，為輻鰭魚綱鯰形目鱨科的其中一種，為熱帶淡水魚類，分布於亞洲薩爾溫江及伊洛瓦底江流域，體長可達8.6公分，棲息在底層水域，生活習性不明。